# Final Vinyl
Final Vinyl è una compilation degli Hot Tuna pubblicata nel 1984.

## Tracce

### Lato uno
1. Hesitation Blues (brano tradizionale) (dall'album Hot Tuna) – 5:05
2. Candy Man (Davis) (dall'album First Pull Up, Then Pull Down) – 3:59
3. Keep On Truckin' (Carleton) (dall'album Burgers) – 3:40
4. Water Song (Kaukonen) (dall'album Burgers) – 5:15
5. Day to Day Out the Window Blues (Kaukonen) (dall'album The Phosphorescent Rat) – 3:25

### Lato due
1. Easy Now (Kaukonen) (dall'album The Phosphorescent Rat) – 5:10
2. Funky #7 (Casady, Kaukonen) (dall'album America's Choice) – 5:47
3. Hot Jelly Roll Blues (Carter) (dall'album Yellow Fever) – 3:08
4. Song dall'album the Stainless Cymbal (Kaukonen) (dall'album Hoppkorv) – 3:58
5. I Wish You Would (dall'album Double Dose) (Arnold) – 4:28

## Formazione
- Jorma Kaukonen – chitarra, voce
- Jack Casady – basso elettrico
- Will Scarlett – armonica a bocca in Hesitation Blues and Candy Man
- Sammy Piazza – batteria in Candy Man, Keep On Truckin', Water Song, Day to Day Out the Window Blues e Easy Now
- Papa John Creach – violino in Candy Man, Keep On Truckin' e Water Song
- Nick Buck – tastiere in Keep On Truckin', Water Song e I Wish You Would
- Bob Steeler – batteria in Funky #7, Hot Jelly Roll Blues, Song from the Stainless Cymbal e I Wish You Would